# Hvang Szunvon
Hvang Szunvon (1915. március 26. – 2000. szeptember 14.), Hwang Sun-wŏn: jelentős koreai író és költő, „egyszerű, de kifinomult” írói stílusáról ismert.

## Élete és pályafutása
A mai Észak-Korea területén található Dél-Phjonganban született 1915-ben gazdag családban. Iskolás korában már versei jelentek meg irodalmi folyóiratban. 1934-ben egy tokiói középiskolába ment tanulni, itt jelent meg első verseskötete, a Pangga (방가, „Hangos ének”). 1936-ban a Vaszeda Egyetem hallgatója lett angol irodalom szakon. 1937-ben publikált először novellát, amit egy novelláskötet követett, innentől kezdve erre a műfajra koncentrált. Amikor a japánok megpróbálták rávenni, hogy japánbarát műveket írjon, 1942-ben csendben hazaköltözött.
1946-tól Dél-Koreában élt családjával, ugyanebben az évben kezdett tanítani a Szöuli Középiskolában. Ebben a korszakban írt novelláiban tükröződik a koreaiaknak a nemzet kettészakadása miatt érzett frusztráltsága és zavarodottsága, melyet Hvang írásaiban a természet szépségével és szereplői ártatlanságával próbált gyógyítani. 1957 és 1993 között a Kjonghi Egyetemen koreai irodalmat oktatott.
Novellái, mint a Pjol (Csillagok, 1940), Hvang noin (Az öreg Hvang, 1942), Thok cshinnon nolgoni (Az öreg fazekas, 1944), Hak (Darvak, 1953) vagy a Szonagi (Zivatar, 1959) a modern koreai irodalom legismertebb elbeszélései közé tartoznak. Az 1950-es években megjelent Iroborin szaram thul (Elveszett lélek) novelláskötete különleges helyet foglal el munkásságában, mert az elbeszélések egy témakör köré csoportosulnak: a társadalomból kivetett embert ábrázolják.
Az 1950-es években kezdett el regényeket írni, a legjelentősebbek közé tartozik a Khaini huje (카인의 후예, Káin leszármazottai), a Namudul pithare szoda (나무들 비탈에 서다, Fák a sziklán) és az Umdzsiginun szong (움직이는 성, Mozgó kastély).
Írói pályafutása hét évtizedet ölel át, ami példa nélküli a koreai irodalomban.
Hvangot a nyelvi ismeretei, a városi és vidéki környezetben való jártassága, változatos elbeszélő technikái, élénk művészi képzelőereje, hihetetlenül változatos szereplőarzenálja és az emberi természetet kiválóan ismerő képessége teljes íróvá teszi, olyanná, akit csaknem képtelenség kategorizálni.

## Magyarul megjelent művei
- Hvang Szun-von: Kagylóhéjak; ford. Yoo Jin-Il, Szűts Zoltán; Ráció, Bp., 2005